# 道の駅若狭熊川宿
道の駅若狭熊川宿（みちのえき わかさくまがわしゅく）は、福井県三方上中郡若狭町熊川にある国道303号（国道367号重複）の道の駅である。

## 施設

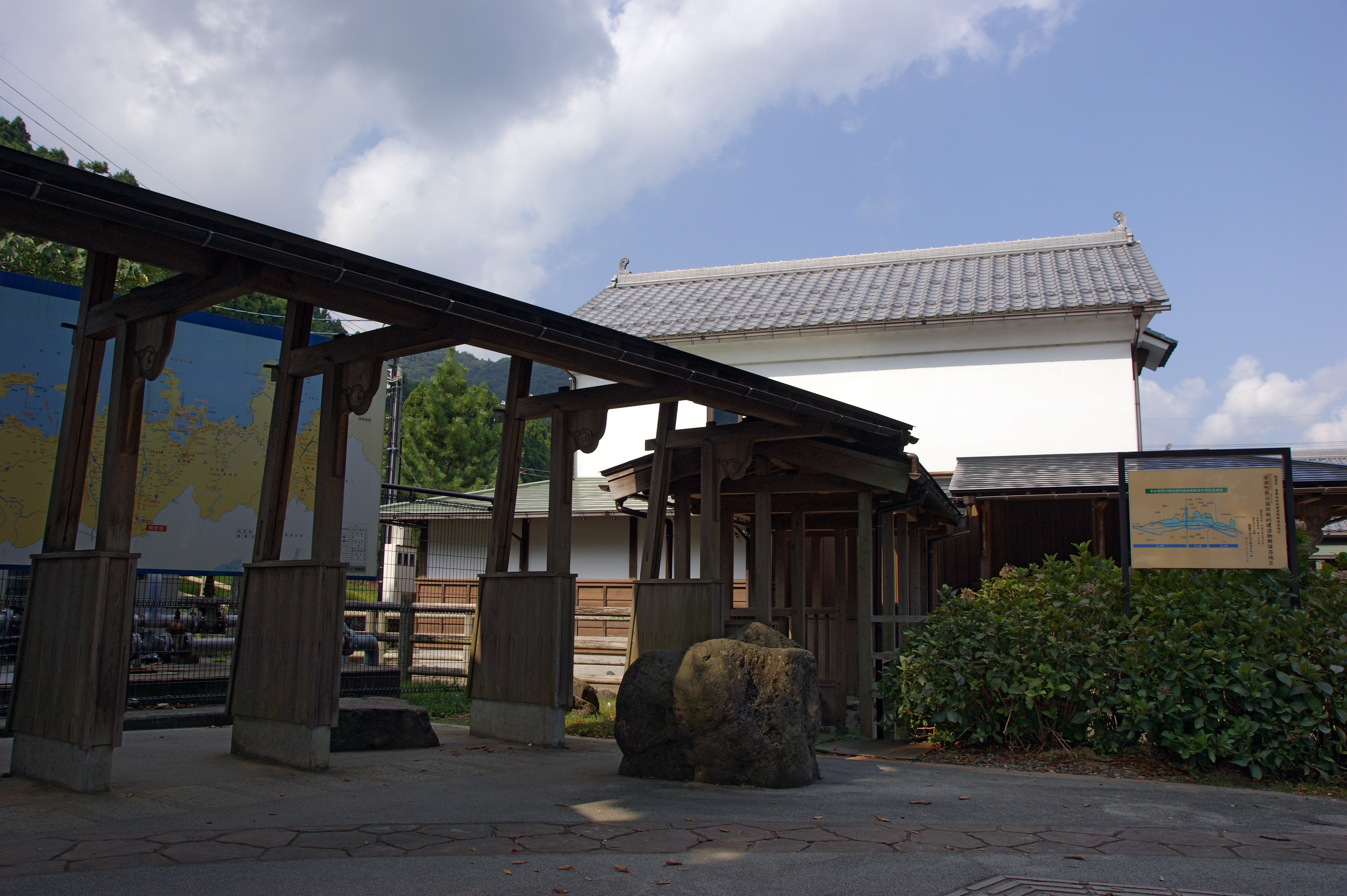
鯖街道ミュージアム（街道資料展示館）

- 駐車場（道の駅正面と裏手「ポケットパーク」の合計）
  - 普通車：74台[5]
  - 大型車：14台[5]
  - 身障者用：4台[5]
- トイレ
  - 男：大・小12
  - 女：10
  - 身障者用：2
- 休憩コーナー
- 情報コーナー
- 売店（9:00 - 18:00、3月から11月の平日および12月から2月は9:30 - 17:00[6]）
- 四季彩館（食堂、10:30 - 16:30）[5]
- 鯖街道ミュージアム（街道資料展示館、9:00 - 18:00）

### 管理団体
- 若狭町

## 休館日
- 3月・6月・9月・12月の第2木曜日[5][6]
- 年末年始（12月29日 - 1月3日）[5][6]

## アクセス
- 国道303号 - 登録路線
  - 福井県道130号河内熊川線
- 舞鶴若狭自動車道若狭上中ICより約15分[7]。
- 西日本旅客鉄道（JR西日本）小浜線小浜駅[8]・上中駅または湖西線近江今津駅[8]より西日本JRバス若江線「道の駅若狭熊川宿」バス停下車。

前述の若江線のほかに、2021年（令和3年）より当駅を発着する周遊バスの実証運行が実施されている。一部の区間でフリー乗降制を採用している。実証運行の概要は以下のとおり。
- ゴコイチバス熊川線（2021年11月3日から同年11月28日までの土日祝日のみ）[8][9]：三方駅 - 瓜生公民館（PLANT2） - 道の駅若狭熊川宿
- クマゴコバス（2022年10月1日から同年11月27日までの土日祝日のみ）[8][10]：レインボーライン山頂公園（三方五湖レインボーラインの無料化に伴い運行区間を延伸） - 三方駅 - 瓜生公民館（PLANT2） - 道の駅若狭熊川宿

## 周辺
- 熊川宿[8][9][10]
- 瓜割名水公園
- わかさカントリー倶楽部